# Haus an der Heuport

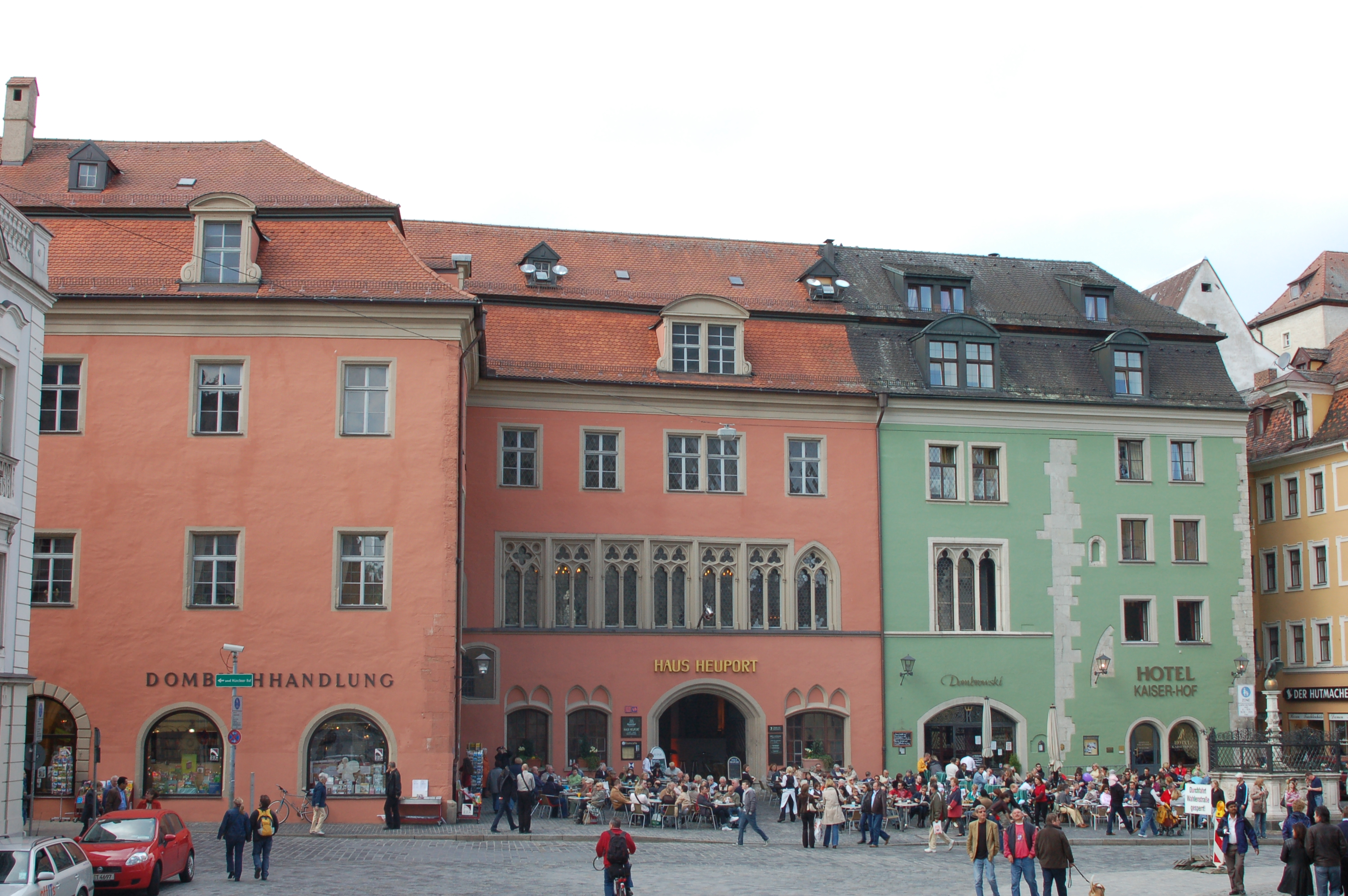
Haus an der Heuport

Das Haus an der Heuport (verkürzend Haus Heuport oder Heuporthaus  genannt) war ursprünglich eine vierflügelige gotische Patrizierburg am Krauterermarkt / Domplatz. Das Gebäude lag gegenüber dem Regensburger Dom in der Altstadt von Regensburg. Heute wird der Name Heuporthaus nur noch für den südlichen Teil des ehemaligen Gesamtgebäudes zwischen der Kramgasse im Norden und der Residenzstraße im Süden verwendet, während der nördliche Teil als Kaiserhof (Hotel) bezeichnet wird.

## Geschichte
Der Name „Heuport“ weist auf das Heutor hin, das zur ehemaligen Regensburger Judenstadt am Ort des heutigen Neupfarrplatzes führte, und auf einen angrenzenden damaligen Heumarkt. Später wurde der Platz auch „im Ayrwinkel“ (im Eierwinkel) genannt, da an dieser Stelle der Eiermarkt stattfand.
Erbauer und erster bekannter Hausherr der Gesamtanlage, bestehend aus dem heutigen Haus Heuport und dem heutigen Hotel Kaiserhof war der Hansgraf Carl der Chrazzer (oder Carl Kratzer, † 1355), ein Schirmherr der Regensburger Fernkaufleute. Die im nördlichen Gebäudeteil – dem heutigen Hotel – gelegene Kapelle der Gesamtanlage wurde von ihrer Erbauung bis zu ihrer Profanierung im Jahr 1531 sakral genutzt.
1335 kamen als neue Besitzer Ofmen (Euphemia) Symon und ihr Sohn. Bald darauf – im Jahre 1341 – wurde das Haus anlässlich eines Erbfalls durch ein Schiedsgericht zwischen den Geschlechtern der Symon und der Straubinger geteilt. Der Südteil (genannt in dem Dörflein) wurde von dem Ratsherrn Andreas Straubinger erworben. Der kleinere Nordteil (genannt die Kuchin) kam an die Brüder Symon und umfasste auch die Kapelle, die ein Drittel des Raums beanspruchte, was für die jeweiligen Besitzer schwierig zu bewirtschaften war. Später waren weitere Besitzer die bedeutsamen Regensburger Ratsgeschlechter der Reich, Sittauer, Graner, Gravenreuther und Portner. Letztere entschlossen sich 1531 die Kapelle für eine andere als die sakrale Nutzung umbauen zu lassen. Das Vorhaben wurde vom Bischof genehmigt. Die Kapelle wurde profaniert und ihre beiden Glocken zum Guss einer neuen Glocke für die nach der Reformation entstandene Neupfarrkirche abgegeben.
1593 erwarb der Junker Georg Kreis von Lindenfels, dessen Gemahlin eine Portner war, wieder die ganze Anlage. Seine Erben verkauften später das Haus an einen gewissen Zehentner.

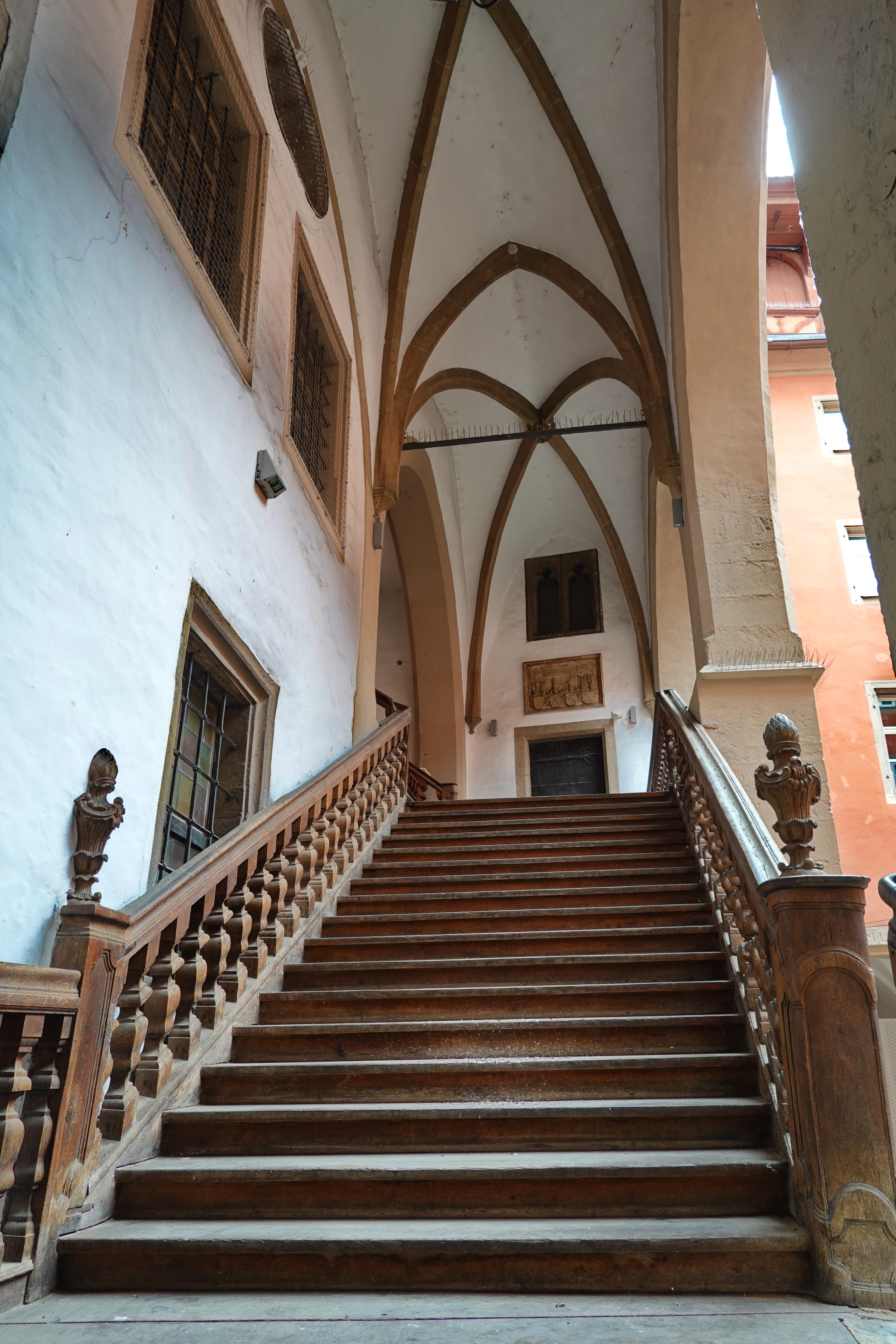
Treppenaufgang im Hof mit der Gedenktafel an den Junker Kreis von Lindenfels und seine drei Gattinnen

Unter dem Besitzer Johann Ludwig Pürkel wurde die Anlage 1713 barockisiert. Dabei wurde das gotische Dach mit Zinnenkranz und Treppengiebel durch ein Mansardwalmdach ersetzt. Um das Jahr 1810, als die Gesamtanlage wieder geteilt wurde, kam der südliche Teil an die Familie Bertram. Nach dem Tod des Kaufmanns Friedrich Anton Bertram wurde das Haus wiederum um 1860 verkauft.
Anfang des 20. Jahrhunderts wurde erwogen, zur besseren Verkehrserschließung der Altstadt  das Heuporthaus für einen Straßendurchbruch vom Bismarckplatz zum Domplatz abzureißen. Der Plan wurde nicht verwirklicht. Bei durchgreifenden Sanierungsarbeiten in den Jahren 1936/37 entdeckte man im Innern des Hauses gotische Malereien. Daraufhin erhielt das Haus auf Veranlassung von Kulturdezernent und Museumsdirektor Walter Boll eine die Fassade des Hauses seitdem prägende gotische Maßwerkfensterreihe. Damit sollte das Haus zu einem im Deutschen Reich einmaligen Kaffeehaus aufgewertet werden und die weiterhin befürchteten verkehrsplanerischen Abbruchmaßnahmen verhindert werden.
In den Jahren 1939 und 1979 fanden weitere kleinere Umbauten statt.

## Baubeschreibung
Bei dem Haus Heuport handelt es sich um eine ausgedehnte vierflügelige, im Kern gotische Anlage mit einem großen Innenhof. Der südliche Haupttrakt mit Einfahrt, Treppenhaus, Festsaal und Wohnhaus entstand um 1300. Der Nordteil umfasst die einstige Kapelle St. Andreas, einen Eckturm und ein Haus in der Kramgasse. Der an der Nordostecke liegende spätromanische Turm stammt aus dem 12. Jahrhundert. Heute ist nur noch der Stumpf des Turmes erhalten, da dieser 1593 wegen Baufälligkeit und Geldnot abgetragen werden musste.
Die südlich an den ehemaligen Turm angrenzende Andreaskapelle ist an der Fassade an den rekonstruierten dreibahnigen Maßwerkfenstern zu erkennen. Der einst 10 m hohe zweijochige Kapellenraum besitzt ein Kreuzrippengewölbe und erstreckte sich über drei Geschosse. Der Raum war von der Durchfahrt aus zu erreichen und war auch mit dem Festsaal im südlichen Gebäudeteil verbunden. Beide Zugänge und auch ehemalige Fensteröffnungen zum Festsaal sind heute vermauert aber noch erkennbar. Nach der Profanierung wurde der Kapellenraum durch Zwischendecken aufgeteilt, was aber 1963 / 1964 teilweise wieder rückgängig gemacht werden konnte.
Der westliche Teil der Anlage mit seinen den Innenhof dreiseitig umgebenden Rückgebäuden entstand weitgehend um 1700, wobei der südwestliche Teil im Kern wohl aus dem 14. Jahrhundert stammt. Das Haus besitzt eine große Eingangshalle mit Balkendecke und Spitzbögen zum Hof hin und einen darüber liegenden Festsaal und einen Innenhof. Die ursprüngliche gotische Steintreppe wurde im 18. Jahrhundert durch eine Holztreppe ersetzt. Die rückwärtigen Gebäude zum Innenhof wurden zwischen 1681 und 1705 um- bzw. neu gebaut.

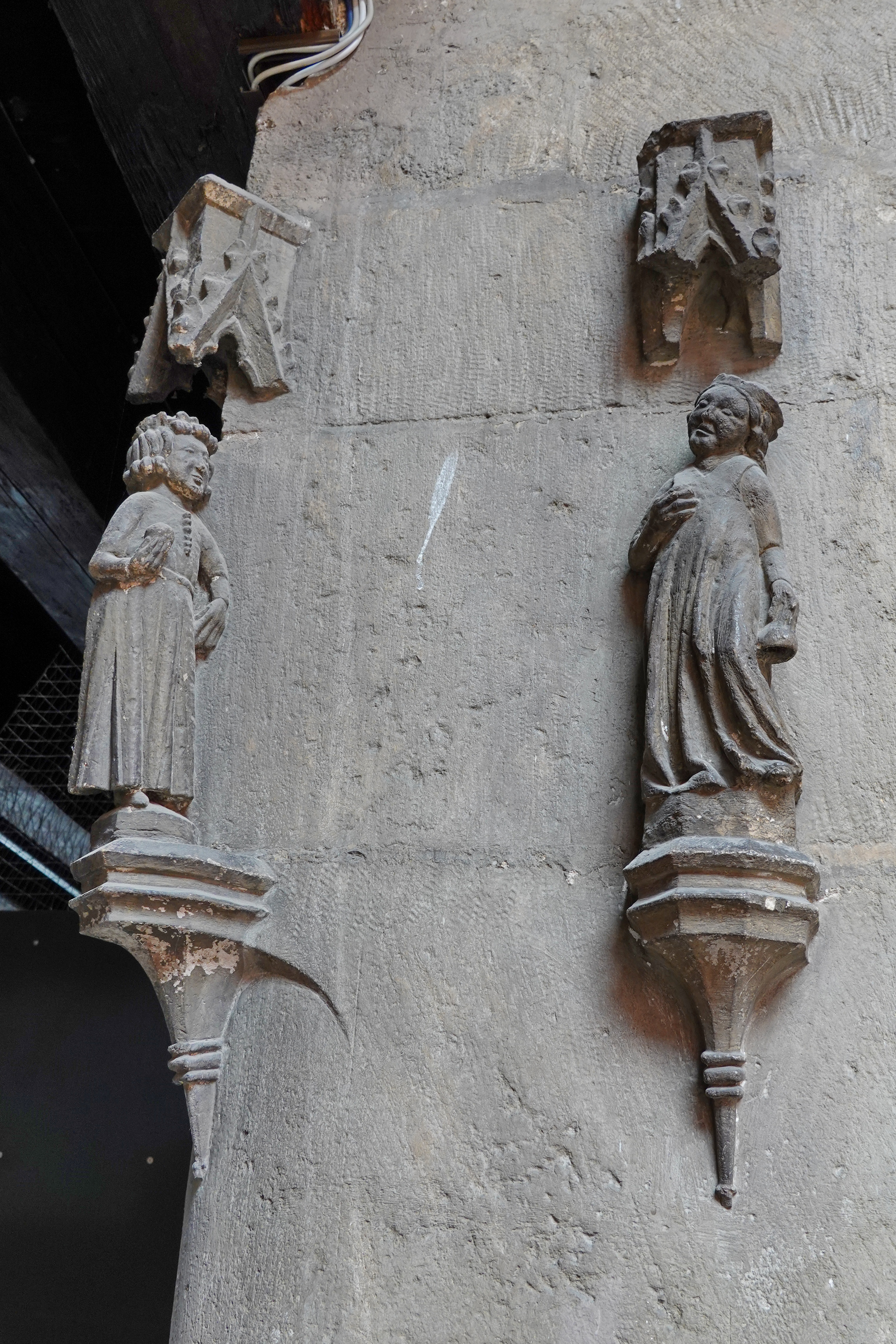
Figurengruppe „Fürst der Welt“ und „törichte Jungfrau“

Bei dem Treppenaufgang ist ein dreilöchriger Fackellöscher. Eine Steintafel von 1615 erinnert an den Junker Kreis von Lindenfels und seine drei Gattinnen; die Wappen auf der Tafel sind die der Familien Kreis, Seckendorf, Portner und Haller. Von 1330 stammt eine allegorische Figurengruppe, die eine Szene aus dem biblischen Gleichnis der klugen und der törichten Jungfrauen darstellt: Es handelt sich um einen jungen Mann, genannt „Fürst der Welt“, und eine „törichte Jungfrau“. Der junge Mann hat in der Hand einen Apfel, das Sinnbild des Freiers, der mit werbender Geste die törichte Jungfrau zur Sünde verlocken will. Das Mädchen senkt sie ihre Augen zum Boden, hält in erregter Erwartung die rechte Hand an die pulsierende Brust und lässt eine Öllampe in ihrer linken achtlos nach unten sinken. Auf der Rückseite der Figur kann man allerdings folgendes erkennen: Im Rücken des „Fürsten der Welt“ nisten Ratte und Kröte und eine Schlange windet sich in die Figur hinein. Diese Tiere sind Symbole des Teufels und kennzeichnen den Jüngling als satanischen Verführer. Die Figuren wurden geschickt an einem Eck platziert, so dass verdeutlicht wird, dass die törichte Jungfrau die wahren Absichten des Jünglings um das Eck nicht sehen kann.

## Heutige Nutzung
Als das Haus 1860 verkauft wurde, befand sich dort die Coppenrathsche Buch- und Kunsthandlung. Diese Nutzung wurde zunächst durch die Dombuchhandlung und heute durch die Buchhandlung Pustet fortgeführt. Die Anlage ist heute aufgeteilt auf den Gasthof Haus Heuport sowie auf das Hotel Kaiserhof.